# Новаки-Петровинські
Новаки-Петровинські (хорв. Novaki Petrovinski) — населений пункт у Хорватії, у Загребській жупанії у складі міста Ястребарсько.

## Населення
Населення за даними перепису 2011 року становило 292 осіб.
Динаміка чисельності населення поселення:

## Клімат
Середня річна температура становить 10,35 °C, середня максимальна – 24,32 °C, а середня мінімальна – -6,07 °C. Середня річна кількість опадів – 1050 мм.
| Клімат поселення                              | Клімат поселення | Клімат поселення | Клімат поселення | Клімат поселення | Клімат поселення | Клімат поселення | Клімат поселення | Клімат поселення | Клімат поселення | Клімат поселення | Клімат поселення | Клімат поселення | Клімат поселення |
| Показник                                      | Січ.             | Лют.             | Бер.             | Квіт.            | Трав.            | Черв.            | Лип.             | Серп.            | Вер.             | Жовт.            | Лист.            | Груд.            |                  |
| Середній максимум, °C                         | 6,13             | 8,25             | 12,34            | 16,65            | 21,26            | 24,32            | 23,92            | 23,40            | 19,66            | 14,54            | 8,83             | 4,90             |                  |
| Середня температура, °C                       | 0,02             | 2,14             | 6,23             | 10,54            | 15,17            | 18,22            | 20,00            | 19,51            | 15,76            | 10,62            | 4,93             | 1,00             |                  |
| Середній мінімум, °C                          | −6,07            | −3,96            | 0,12             | 4,45             | 9,07             | 12,12            | 16,11            | 15,62            | 11,85            | 6,74             | 1,04             | −2,9             |                  |
| Норма опадів, мм                              | 56               | 56               | 71               | 80               | 86               | 113              | 101              | 101              | 103              | 102              | 103              | 78               |                  |
| Середньомісячна швидкість вітру, м/с          | 1.50             | 1.69             | 2.10             | 2.00             | 1.86             | 1.70             | 1.64             | 1.50             | 1.42             | 1.50             | 1.59             | 1.55             |                  |
| Середньомісячна сонячна радіація, кДж/м²·день | 4134             | 6846             | 10414            | 14885            | 18997            | 20803            | 21755            | 18828            | 13846            | 8643             | 4543             | 3328             |                  |
| --------------------------------------------- | ---------------- | ---------------- | ---------------- | ---------------- | ---------------- | ---------------- | ---------------- | ---------------- | ---------------- | ---------------- | ---------------- | ---------------- | ---------------- |
| Джерело:                                      |                  |                  |                  |                  |                  |                  |                  |                  |                  |                  |                  |                  |                  |